# زرین خان
زرین خان (انگلیسی: Zareen Khan؛ زادهٔ ۱۴ مهٔ ۱۹۸۷) بازیگر و مدل هندی است. زرین بیشتر در صنعت فیلم هندی فعالیت دارد، او همچنین در فیلم‌های پنجابی، تلوگو و تامیل ظاهر می‌شود.

## فیلم‌شناسی
| سال  | نام فیلم                    | نقش            | زبان   | نکات                                | مرجع. |
| ---- | --------------------------- | -------------- | ------ | ----------------------------------- | ----- |
| ۲۰۱۰ | ویر                         | شاهدخت یاشودرا | هندی   |                                     |       |
| ۲۰۱۱ | آماده                       | خوشی پاتاک     | هندی   | حضور ویژه در آواز                   |       |
| ۲۰۱۲ | خانه شلوغ ۲                 |                | هندی   |                                     |       |
| ۲۰۱۴ | جات جیمز باند               | لعلی           | پنجابی | اولین نقش‌آفرینی در فیلم پنجابی-زبان |       |
| ۲۰۱۵ | داستان نفرت ۳               | سی‌یا دیوان     | هندی   |                                     |       |
| ۲۰۱۶ | دلیلش تویی                  | کمئو           | هندی   | حضور ویژه در آواز                   |       |
| ۲۰۱۶ | ویراپان                     |                | هندی   |                                     |       |
| ۲۰۱۷ | اکثر ۲                      | شینا           | هندی   |                                     |       |
| ۲۰۱۸ | ۱۹۲۱                        | رز             |        |                                     |       |
| ۲۰۱۹ | چاناکیا                     | مأمور زوبدا    | تلوگو  | اولین حضور در فیلم تلوگو-زبان       | [ ۳ ] |
| ۲۰۱۹ | راهزن                       | لالی           | پنجابی |                                     |       |
| ۲۰۲۱ | من تنها هستم، تو هم همین‌طور | مانسی          | هندی   |                                     | [ ۴ ] |